# Service de sécurité d'État de Géorgie
Le Service de sécurité d'État de Géorgie (SUS) (en géorgien : სახელმწიფო უსაფრთხოების სამსახური) est une agence d'État de la république de Géorgie, qui est chargé d'un large éventail de tâches visant à préserver la sécurité nationale, conformément à la loi de l'État. 
Ses missions sont de protéger l'ordre constitutionnel, la souveraineté, l'intégrité territoriale et le potentiel militaire de la Géorgie contre les actes illégaux des services spéciaux et des individus de pays étrangers et d'empêcher les changements d'ordre et d'autorité étatiques violents et inconstitutionnels. Il s'agit en outre d'assurer la sécurité économique et de lutter contre le terrorisme aux niveaux national et international, la criminalité transnationale organisée et la criminalité internationale, ainsi que de prendre des mesures de prévention, de détection et de répression de la corruption. Il est également responsable de la protection des secrets d'État. 
L'agence est indépendante depuis 2015 ; elle était auparavant une branche subordonnée du ministère des Affaires intérieures de Géorgie.

## Histoire
Ayant ses racines dans l'Union soviétique des années 1940, le service de sécurité de l'État est à l'origine le ministère de la Sécurité d'État de la RSS de Géorgie et a été réformé à plusieurs reprises et fusionné avec le ministère de l'Intérieur au cours de plusieurs décennies avant que les deux ministères ne fusionnent finalement en 2003. Avant la déclaration d'indépendance de la Géorgie en 1991, la République avait sa propre agence républicaine de renseignement sur la base du Comité pour la sécurité de l'État (KGB), remarquable en partie parce que le KGB géorgien était considéré par le la direction du parti pour être la plus efficace des branches régionales du KGB. Le KGB géorgien était sous la direction notable de 30 ans d'Aleksi Inaouri et de Guivi Goumbaridzé.
Jusqu'en 2015, l'Agence de sécurité de l'État fait partie intégrante du MIA et de sa principale composante de renseignement et de contre-espionnage. Dans la lutte contre le terrorisme, cependant, la Géorgie ne disposait pas d'une force coordonnée uniforme, car de nombreuses unités chargées de l'application de la loi et des agences gouvernementales revendiquaient la lutte contre le terrorisme comme leur domaine de responsabilité, alors qu'une unité antiterroriste spécialisée et désignée existait déjà depuis de nombreuses années. Afin d'unifier les efforts de toutes les institutions, un mécanisme interinstitutions a été mis en place en 2014 qui fonctionnerait comme un groupe de travail conjoint subordonné à un conseil de gestion de crise en cas d'attaques terroristes majeures. Néanmoins, en raison de la menace croissante du terrorisme international, le gouvernement géorgien a décidé de rétablir le Service de sécurité de l’État en tant qu’organisme distinct et indépendant et de le charger de missions et d’activités prioritaires en matière de lutte contre le terrorisme. Pour cette tâche, l'unité antiterroriste la plus élitiste du pays a été transférée au SUS pour toutes les mesures opérationnelles.

## Activités

### Anti-terrorisme
La lutte contre le terrorisme est l'une des principales priorités du SUS en raison notamment des récents développements au Moyen-Orient. La Géorgie a participé à la guerre contre le terrorisme depuis 2001 et s'est dans une certaine mesure devenue de plus en plus un pays de transit pour les combattants et les terroristes islamiques potentiels alors que la violence ne cesse d'augmenter dans les pays musulmans en conflit. Même si la probabilité d'une attaque terroriste peut être minime pour le pays lui-même, ces activités sapent et mettent en danger les efforts politiques et militaires des pays alliés et partenaires, c'est pourquoi les efforts de la Géorgie dans ces domaines sont essentiels non seulement pour la sécurité régionale.
Si des moyens opérationnels et chirurgicaux directs sont nécessaires pour dissuader et combattre efficacement les menaces terroristes, l'agence déploie deux unités spéciales - dont l'une fait partie de la Division des opérations spéciales et opère principalement au niveau national pour contenir des individus ou des cellules entières qui mènent des activités radicales qui mettent en danger sécurité nationale. Le Centre de lutte contre le terrorisme est la division principalement engagée dans la guerre antiterroriste et dépose la force la plus expérimentée et désignée du pays dans ce domaine. Conformément à leurs tâches et activités, les membres de sa force d'intervention tactique s'entraînent et se recyclent régulièrement sur toutes les formes de combat, notamment dans la lutte contre le terrorisme, y compris entre autres, les cours spéciaux de tireurs d'élite, la guerre alpine, la recherche et la destruction de camps terroristes, la spécialisation sur les engins explosifs, leurs moyens de désamorçage et de déploiement pour empêcher et contrecarrer l'utilisation d'armes de destruction massive. Le centre fonctionne en collaboration avec les services de renseignement nationaux et étrangers, y compris Interpol. Chacun de ses opérateurs suit des cours à l'étranger en coopération avec un certain nombre de pays partenaires pour améliorer constamment leurs capacités.
Le matériel et l'équipement ainsi que les besoins d'infrastructure ont été régulièrement améliorés au fil des ans. L'unité est également la première à s'engager dans des opérations nationales ou internationales à haut risque, les premières commençant entre le milieu et la fin des années 1990 et les secondes à partir de 2001 après avoir perdu un nombre non divulgué de militaires. La Géorgie est un membre actif et un conseiller de la coalition antiterroriste mondiale et participe constamment aux opérations multinationales.

### Prévention et prolifération des menaces chimiques, biologiques, radiologiques et nucléaires (CBRN)
La Géorgie est le centre régional de recherche biologique et virologique et abrite également un certain nombre d'installations militaires et de recherche soviétiques ainsi que des zones de stockage contenant des substances radioactives et chimiques. Ces installations sont soumises à un état permanent de contrôle et de surveillance par le SUS. Cependant, dans les territoires occupés, les mesures de sécurité internationales n'ont pas été mises en œuvre, maintenant ainsi les itinéraires de transit et une vulnérabilité bien plus grande à la contrebande de matières CBRN à travers le pays que ce qui existe déjà. Ces faiblesses ont été exploitées à plusieurs reprises au fil des ans. De nombreuses tentatives ont été faites pour faire passer en contrebande de l'uranium appauvri et enrichi à l'intérieur ou à l'extérieur du pays, mais la plupart d'entre elles ont été empêchées par des enquêtes et des opérations.
Au cours de la seule période plus récente, plus de 19 personnes ont été arrêtées pour trafic illicite de matières nucléaires dans quatre incidents. La Géorgie travaille en étroite collaboration avec les États-Unis, l'ONU, les pays partenaires et le l'UE et a été la première nation à élaborer et à adopter la stratégie et le plan d'action de l'UE, devenant ainsi l'un des principaux membres de l'initiative des 28 pays. L'une des priorités du SUS est de devenir également membre du Partenariat mondial du G7 contre la propagation des armes et des matériaux de destruction massive.

## Structure
Le SUS se compose des entités structurelles suivantes :
- Administration
- Centre de lutte contre le terrorisme
- Agence anti-corruption
- Division du contre-espionnage
- Division de la sécurité de l'État
- Division de l'analyse de l'information
- Division opérative-technique
- Division des mesures opérationnelles
- Division économique
- Département des opérations spéciales
- Division de la protection des installations
- Ressources humaines de la division principale
- Inspection générale